# Nemo capensis
Nemo capensis är en tvåvingeart som beskrevs av Barraclough 1999. Nemo capensis ingår i släktet Nemo och familjen Neminidae. Inga underarter finns listade i Catalogue of Life.